# Corynosoma constrictum
Corynosoma constrictum is een soort in de taxonomische indeling van de Acanthocephala (haakwormen). De worm wordt meestal 1 tot 2 cm lang. Ze komen algemeen voor in het maag-darmstelsel van ongewervelden, vissen, amfibieën, vogels en zoogdieren.
De haakworm komt uit het geslacht Corynosoma en behoort tot de familie Polymorphidae. Corynosoma constrictum werd in 1918 beschreven door Harley Jones Van Cleave.